# Ayden
Ayden is een plaats (town) in de Amerikaanse staat North Carolina, en valt bestuurlijk gezien onder Pitt County.

## Demografie
Bij de volkstelling in 2000 werd het aantal inwoners vastgesteld op 4622.
In 2006 is het aantal inwoners door het United States Census Bureau geschat op 4827, een stijging van 205 (4,4%).

## Geografie
Volgens het United States Census Bureau beslaat de plaats een oppervlakte van
6,0 km², geheel bestaande uit land. Ayden ligt op ongeveer 20 m boven zeeniveau.

## Plaatsen in de nabije omgeving
De onderstaande figuur toont nabijgelegen plaatsen in een straal van 20 km rond Ayden.